# Xenaspis polistes
Xenaspis polistes är en tvåvingeart som beskrevs av Osten Sacken 1881. Xenaspis polistes ingår i släktet Xenaspis och familjen bredmunsflugor. Inga underarter finns listade i Catalogue of Life.